# Gjerstad
Gjerstad es un municipio de la provincia de Agder, al sur de Noruega. Se encuentra ubicado en el distrito tradicional de Agder, en la parte sureste de la provincia, a lo largo de la frontera con la provincia de Telemark.

## Información general
La parroquia de Gjerstad fue establecida como municipio el 1 de enero de 1838. Las fronteras no han cambiado desde entonces.

### Etimología
El municipio (originalmente una parroquia) toma su nombre de la antigua granja Gjerstad (nórdico antiguo: Geirreksstaðir), ya que la primera iglesia fue construida allí. El primer elemento puede ser es el caso genitivo del nombre masculino Gerekir, aunque otra exp explicación más probable es que proviene de Geirr, que significa «lanza». El último elemento es staðir, que significa «casa» o «granja».

### Escudo de armas
El escudo de armas es moderno: le fue concedido el 18 de abril de 1986. Los brazos muestran tres cuchillos como un símbolo de las herrerías y los fabricantes de cuchillos en el municipio, que ha sido durante mucho tiempo una tradición local.

## Geografía
El municipio de Gjerstad tiene numerosas formaciones naturales creadas por glaciares, incluyendo un valle con forma de U, además de pequeñas lagunas y lagos. Limita al norte con Nissedal, Telemark y Drangedal, en el este con Kragerø y Telemark, en el sur con Risør y Aust-Agder, y en el sudoeste con Vegårshei y Aust-Agder.